# Kauksi (Mooste)
Kauksi – wieś w Estonii, w prowincji Põlva, w gminie Mooste.